# リチャード・オコーナー
サー・リチャード・ニュージェント・オコーナー（英語: Sir Richard Nugent O'Connor、KT, GCB, DSO、1889年8月21日 - 1981年6月17日）は、イギリスの軍人。最終階級は陸軍大将。第一次世界大戦に従軍した経験を持ち、第二次世界大戦では西方砂漠軍を指揮している。彼はコンパス作戦の野戦指揮官を務め、イタリア王国陸軍を撃破した。この勝利はアフリカから枢軸国陣営をほぼ追い出すものであり、後にアドルフ・ヒトラーは反撃のためエルヴィン・ロンメル率いるドイツアフリカ軍団を送り込んでいる。オコーナーはそのロンメルによって捕虜となり、1941年4月7日から2年間イタリアの戦争捕虜収容所で過ごした。1943年のグランディ決議によりベニート・ムッソリーニが失脚すると、その年の秋に収容所から脱走している。戦線に復帰した彼は、1944年に第8軍団の司令官を拝命、ノルマンディーの戦い、次いでマーケット・ガーデン作戦を指揮した。1945年からは英領インドの東部駐留軍司令部の最高司令官を務めた。イギリスによるインド亜大陸支配の終結は北部駐留軍司令部で迎えている。イギリス本国へ帰国後はロンドンで陸軍副総監に就き、1948年に退役した。
オコーナーは大戦の功績により、2種類の騎士団で最高位の勲爵士となっている。また、殊功勲章（2度）や武功十字章、フランスからは1914年-1918年従軍十字章とレジオンドヌール勲章を受章している。ジョージ6世の国王付副官となる栄誉も受けた。第一次世界大戦で9回、パレスチナ独立戦争で1回、第二次世界大戦で3回殊勲者公式報告書に名を連ねている。

## 前半生
オコーナーは、1889年8月21日に英領インドのシュリーナガルに生まれた。彼の父はロイヤル・アイリッシュ・フュージリアーズの少佐であり、母は元インド中央州長官の娘である。1899年よりトンブリッジの学校に通い、1902年にはクロウソーンのタワーズ・スクールに入学した。その翌年、父親を事故で亡くす。それを機に彼はバークシャーのウェリントン・カレッジに移り、1908年にサンドハースト王立陸軍大学へ入学を果たした。翌年9月、彼は少尉に任官され、キャメロニアン・スコットランド・ライフル連隊第2大隊へ配属された。この連隊とは、生涯に渡り緊密な関係を築いていくことになる。1910年1月、第2大隊はコルチェスターを訪れ、彼は通信やライフル取り扱いの訓練を受けた。その後連隊は1911年から1912年までマルタに駐屯したが、そこで彼は通信兵を務めている。

## 第一次世界大戦
第一次世界大戦が勃発すると、オコーナーは第7歩兵師団・第22旅団の通信兵将校として参戦し、大尉として同師団の通信兵中隊の指揮を執った。1915年2月に武功十字章を受章。翌月、彼はアラス及びビュルクールで戦火を交えた。1916年10月より第7歩兵師団・第91旅団の旅団副官に就任。後に名誉進級を以て少佐へ昇進している。オコーナーはさらに殊功勲章（DSO）を受章。1917年6月には中佐へ名誉昇進を果たし、第7師団の名誉砲兵中隊・第2大隊司令官となった。11月、師団はオーストリア＝ハンガリー帝国軍からイタリア王国軍を防衛するよう命じられ、イタリア戦線のピアーヴェ川へ向かっている。1918年10月下旬には第2大隊がピアーヴェ川のグラーヴェ・ディ・パパドポリを押さえた。この功績から、オコーナーはイタリアの武勇勲章銀章とDSOのメダルバーを受けている。
大戦が終結するとオコーナーの階級は大尉へと戻り、1919年4月から12月まで連隊副官に任じられた。

## 戦間期
1920年にキャンバリー参謀大学へ入学。オコーナーはそれ以外にも、戦間期の1921年から1924年までジョン・フレデリック・チャールズ・フラーの指揮下にあった試験旅団（或いは第5歩兵旅団）の旅団副官を務めている。この旅団は歩兵や砲兵とともに、戦車や航空機を総合的に運用するための方法や手順などを試験するための部隊である。
1924年2月、オコーナーは副官としてキャメロニアン・スコットランド・ライフル連隊に着任した。副官自体は1925年まで務めている。その後、1927年までサンドハースト王立陸軍大学の中隊長を、1927年10月から1930年1月までキャンバリー参謀大学の指導教官を務めた。翌月以降、オコーナーは再びキャメロニアン・スコットランド・ライフル連隊第1大隊に戻り、エジプトへ、次いで1931年から1932年までインドのラクナウへ赴いた。1932年4月から1935年1月まで一般幕僚として戦争省に入省。同年、ロンドンの王立国防大学に入学した。1936年4月にオコーナーは大佐へ昇進し、北西インドを拠点としていたペシャーワル旅団の指揮を執るためさらに臨時准将に任じられた。1938年9月には少将へ昇進し、イギリス委任統治領パレスチナの第7歩兵師団司令長官に就任。イェルサレムの軍政府長官としての責任を負った。彼のパレスチナでの活躍は至急報で伝えられた。
第二次世界大戦が勃発する直前である1939年8月、第7歩兵師団はエジプト・マルサ・マトルーフの要塞へ移動した。オコーナーは、リビアとの国境に置かれていた大規模なイタリア第10軍による攻撃の可能性に触れ、この地域を防衛することに懸念を示していた。その年の11月、第7歩兵師団は第6歩兵師団として再編されている。

## 第二次世界大戦

### イタリアの攻撃、そしてコンパス作戦

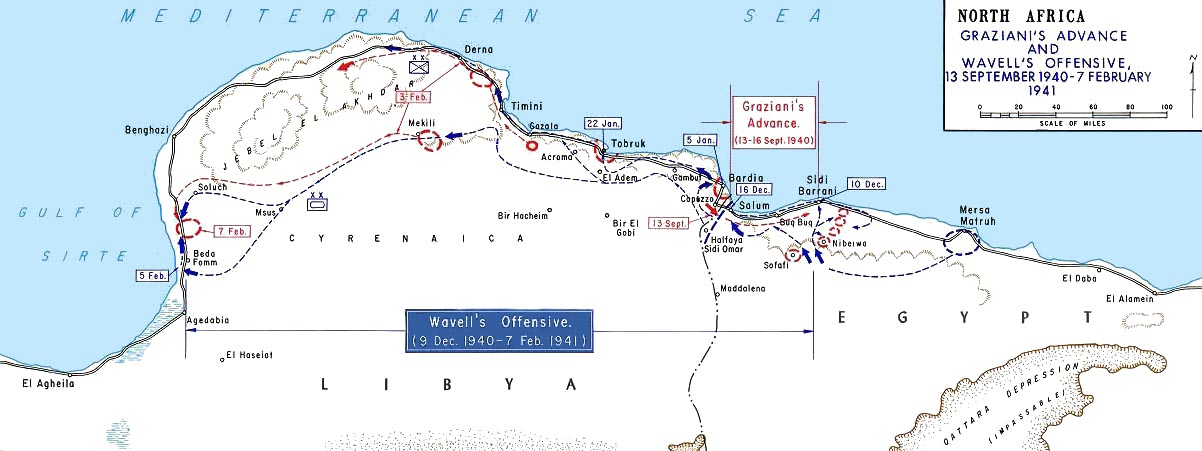
イタリア軍による攻撃とコンパス作戦（1940年9月13日 - 1941年2月7日、クリックで拡大）

1940年6月10日、イタリアがイギリスとフランスに宣戦布告すると、オコーナーは直ちに西方砂漠軍司令官に任命された。エジプトからイタリア軍を追放し、スエズ運河及びイギリスの利益を守るため、エジプト・イギリス軍司令官のヘンリー・ウィルソン中将から任された職である。
9月9日、イタリアのエジプト侵攻が開始された。9月13日、イタリアのロドルフォ・グラツィアーニ元帥率いる師団はリビア国境を越え、エジプトを約96キロ（60マイル）進軍してシディ・バッラニに到着した。供給が不足していたこともあり、彼はそれ以上の進軍を取りやめてシディ・バッラニでの停止を決断した。ムッソリーニはこの決定に激怒したが、ピエトロ・バドリオ元帥の承認もありこの地に留まることとなった。オコーナーはこの時、反撃の準備をしていた。彼の下には第7機甲師団とインド第4歩兵師団が配属されており、エジプトに派兵されていた本国と連邦合わせた兵力は約3万6千人に上っていた。一方のイタリア軍はその5倍もの兵力を有しており、さらに数百両の戦車や火砲、大規模な空軍支援も整えていた。オコーナーをはじめイギリスは数量でこそイタリアに劣っていたが、第7機甲師団や新たに編成された長距離砂漠挺身隊は小規模な攻撃縦隊を形成してこれを送り込み、イタリア軍に絶え間なく攻撃を与えることで混乱に陥れている（これが後の特殊空挺部隊へ発展することとなる）。王立空軍と王立海軍は共にこれを支援し、イタリアの防衛拠点や飛行場、後方地域に砲撃や爆撃を実施した。

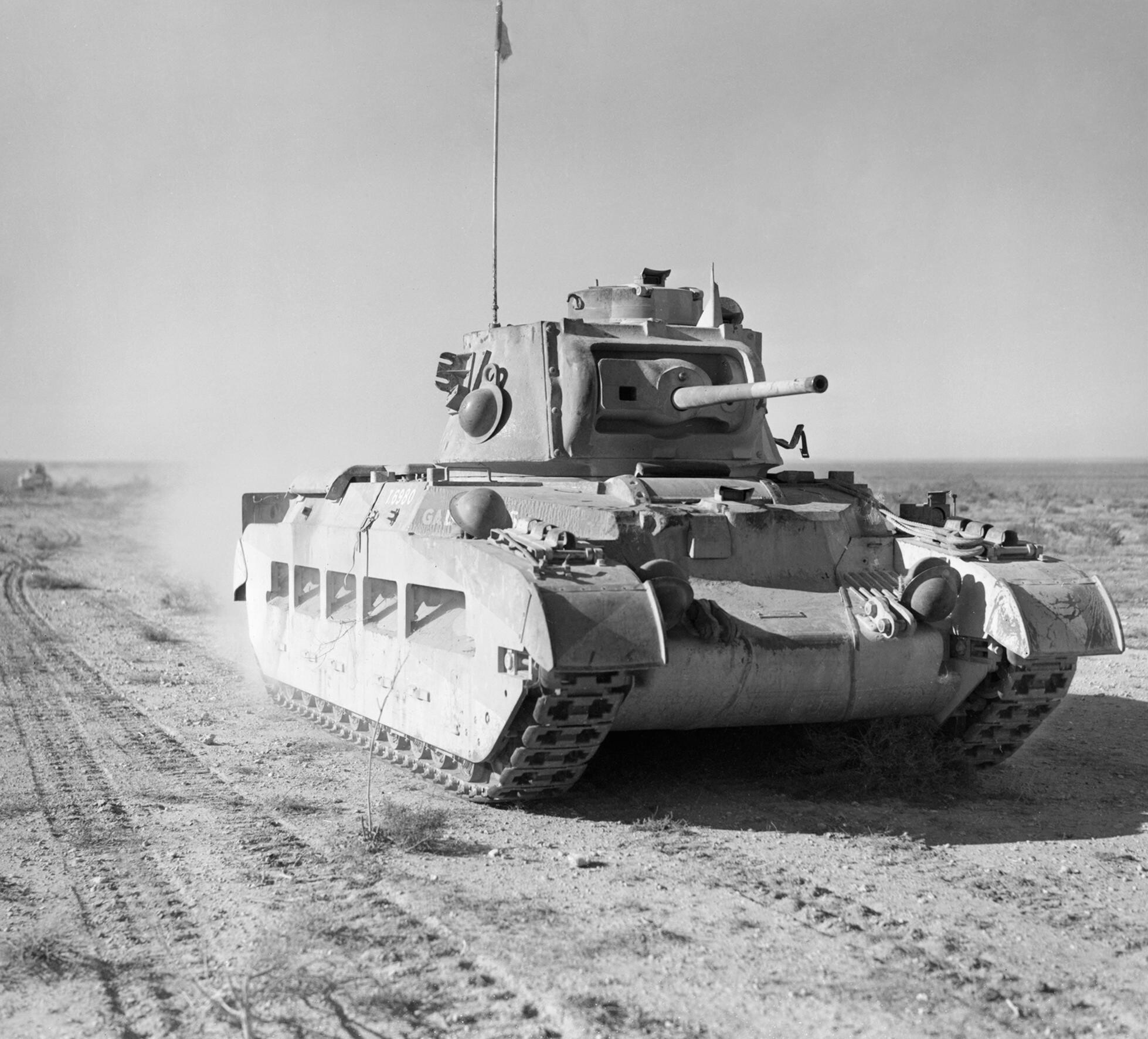
コンパス作戦によりエジプトを進軍するマチルダII歩兵戦車

11月中、オコーナーは大規模な部隊を率いた功績を評価されて臨時中将に昇進した。
12月8日、イギリスはコンパス作戦を発動し、イタリアへ反攻に出た。オコーナーの3万1千人の兵士と275両の戦車、120門の火砲からなる比較的小規模の部隊は、王立空軍と王立海軍による巧みな支援の下、海岸付近のシディ・バッラニに留まっていたイタリアを防衛線の隙間を突いて撃ち破った。西方砂漠軍は、砂漠と海岸の間を縫うように敷かれたイタリアの後方地帯を切断し、防衛拠点を孤立させた。その後拠点を占領している。イタリアの銃器はマチルダII歩兵戦車に歯が立たず、砲弾はマチルダIIの重装甲に弾かれるだけであった。12月中旬までにイタリア軍はエジプトから追放され、3万8千人にも上る捕虜と、備蓄された多くの資材や装備が残された。
西方砂漠軍は混乱したグラツィアーニの残党勢力を追いかけ、イタリア領リビアへ攻撃を仕掛ける前に一時休息をとった。その際、中東駐留軍最高司令官のアーチボルド・ウェーヴェルから、イタリア領東アフリカ侵攻の先頭へ置くためにインド第4歩兵師団を下げるよう要請された。その結果、インド第4歩兵師団は経験の浅いオーストラリア第6師団に取って代わられたが、この師団は逞しくはあったものの砂漠での戦闘を想定した訓練を積んでいなかった。古参部隊の撤退があったにもかかわらず、イタリアへの攻撃は最小限の遅延で留められ、継続された。12月の終わりまでにオーストラリア師団はバーディアを包囲し、4万人以上の捕虜と400門の銃器とともにこの地を占領している。
1941年1月初頭、西方砂漠軍は第13軍団に再編された。1月9日にイタリアへの攻勢が再開され、1月12日にはイタリアの防衛拠点であるトブルクの要塞港を包囲した。1月22日にトブルクは陥落し、2万7千人のイタリア人捕虜とともに貴重な食料や物資、武器などを獲得した。なお、トブルクが陥落したことで第13軍団は中東駐留軍最高司令官であるウェーヴェル直属の部隊となったため、エジプト駐留軍司令部を指揮系統から外すことになった。1月26日にはリビア東部に残留していたイタリアの師団が、海岸沿いである北西に向かって退却し始めている。オコーナーは機甲部隊を南西部の広大な砂漠へ向かわせ、歩兵は海岸を北上させて速やかにこれを追走し、分断した。第4機械化旅団の軽機甲部隊は、退却するイタリアの軍勢を先回りした2月5日にベダ・フォムに到着し、主要な海岸沿いの街道と彼らの退却路を阻害した。2日後、封鎖を突破するために行った試みが失敗したこと、イギリスの歩兵部隊にリビア北部のベンガジで圧倒されたことなどがイタリア軍の士気を削いだ上に疲弊を招いたため、イタリアは無条件降伏した。オコーナーとエリック・ドーマン＝スミスはウェーヴェルに対し、「狐は公然と殺された...」と返電している。
2ヶ月間で第13軍団（西方砂漠軍含む）は800マイル (1,300 km)以上を進軍した。イタリア軍の10コ師団を壊滅させ、13万人を捕虜にとり、400両の戦車と1,292門の火砲を撃破した。イギリス側には500人の死者と1,373人の負傷者が出ている。この功績により、オコーナーはバス勲章ナイト・コマンダーに列せられた。

### ドイツの反撃
しかし、戦略的意味として見たときのコンパス作戦は完全な勝利では無かった。イタリアは依然としてリビアの大部分を支配し、これを対処する軍事力を保有していた。北アフリカにおける枢軸国の足掛かりは、この状況が続く限り潜在的脅威としてエジプトとスエズ運河に残ると思われた。この点を理解していたオコーナーはウェーヴェルに対し、イタリアへとどめを刺すためにトリポリ制圧の許可を促している。ウェーヴェルは当時キレナイカ軍政府総督だった ヘンリー・メイトランド・ウィルソン中将と合意し、第13軍団は進軍を再開した。しかし、オコーナーの新たな攻勢は短期間で終わることとなった。彼の軍団がベダ・フォムの南西に位置するエル・アゲイラに到着したとき、ウィンストン・チャーチル首相がその進軍の中止を命じたからである。ちょうどこの頃、枢軸国がギリシャで戦闘を繰り広げており、ウェーヴェルはこれに反抗するため出来る限り速やかに実働可能なすべての軍を送るよう命じられた。彼は第6オーストラリア師団を第7機甲師団の一部や大部分の補給、航空支援とともに引き抜いたが、これが最終的に作戦を運命付けることとなった。第13軍団の司令官を離職したオコーナーは、1941年2月にエジプト駐留軍司令部最高司令官に任じられた。
間もなく、イギリスにとってさらに悪い状況へ陥ることになる。1941年3月までに、ヒトラーはリビアのイタリア軍を支援するためエルヴィン・ロンメル将軍率いるドイツアフリカ軍団を送り込んできた。ウェーヴェルとオコーナーは、狡猾で機知に富み、大胆不敵にして「砂漠のキツネ」とあだ名された指揮官のもとにある強敵と直面した。ロンメルはやや時間を置き、3月31日から攻勢を開始した。経験の浅い第2機甲師団は完膚なきまで打ち負かされた。4月2日、ウェーヴェルは当時キレナイカの英連邦軍司令官兼軍政府総督を務めていたフィリップ・ニーム中将（ウィルソンは連合軍のギリシャ遠征軍司令官に異動している）と問題の検討を行った。連絡を受けたオコーナーは翌日カイロより至ったが、一般的事情へ精通していないとしてニームの指揮を拒否している。しかし、彼から助言を得ることには同意した。
4月6日、オコーナーとニームはマラウアからティミミに後退した最高司令部へ向かっていたが、その最中マルツバ付近でドイツの捕虜となった。

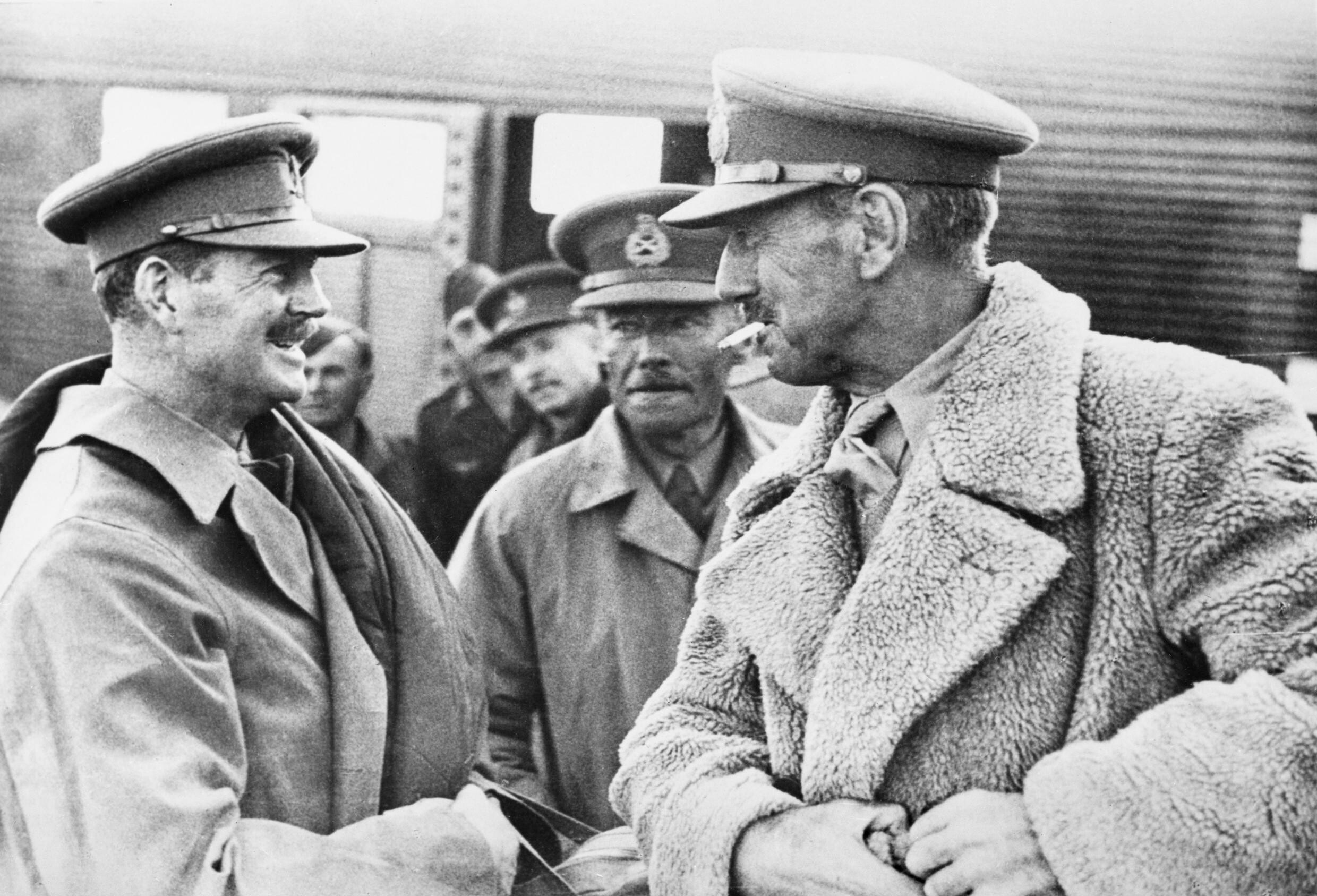
ドイツ空軍のJu 52を背景に写る、北アフリカで捕虜となったオコーナー（中央奥）、ジョン・クーム准将（左）、フィリップ・ニーム中将（中央手前）、マイケル・ガンビア＝パリー少将（右）

### 2年間の捕虜生活、収容所からの逃亡
戦争捕虜となったオコーナーは2年半ほど、フィレンツェ付近のヴィンチリアータ城を中心に高官として収容された。ここでは、彼とニームは共に高官待遇で収容されているエイドリアン・カートン・デ・ウィアート少将やオーウェン・テューダー・ボイド空軍少将と親交を深めている。収容所の待遇は不快なものではなかったが、彼らはすぐに団結し、脱走を企て始めた。彼らの最初の試みは城壁を乗り越えるというごく簡単なものだったが、結果的に失敗し1ヵ月独房に監禁されることとなった。1942年10月から1943年3月にかけて、彼らは脱走用のトンネルを掘った。そのトンネルを使って2回目の脱走を試みたが、この時はニュージーランド人のジェームス・ハージェスト准将とレジナルド・マイルズ准将がスイスへの脱走に成功している。オコーナーとデ・ウィアートは1週間ほど捜索の目を誤魔化したが、ポー川谷に位置するボローニャ付近で確保され、再び1ヵ月間の独房生活へと逆戻りした。
オコーナーらは3度目の脱走でついにこれを成功させたが、あくまで1943年9月のイタリア降伏に伴う混乱に紛れたものである。イタリアのレジスタンス運動の助けを借りたオコーナー、ボイド、ニームは、ヴィンチリアータ城から移送されているときに逃げ出した。潜水艦と落ち合う手はずが失敗したため、彼らはテルモリまでボートを漕いで向かった。その後、イタリア戦線で連合軍を指揮していたハロルド・アレグザンダー大将に迎え入れられながら、バーリへ至った。1943年12月21日のことである。イギリス本国に帰還すると、オコーナーは1941年に叙勲された騎士団に列せられて中将へ昇進した。バーナード・モントゴメリー大将は第8軍の司令官にオコーナーを推していたが、結果として第8軍にはオリヴァー・リース中将が着任し、オコーナーは軍団司令官となった。

### 第8軍団司令官、ノルマンディー上陸作戦

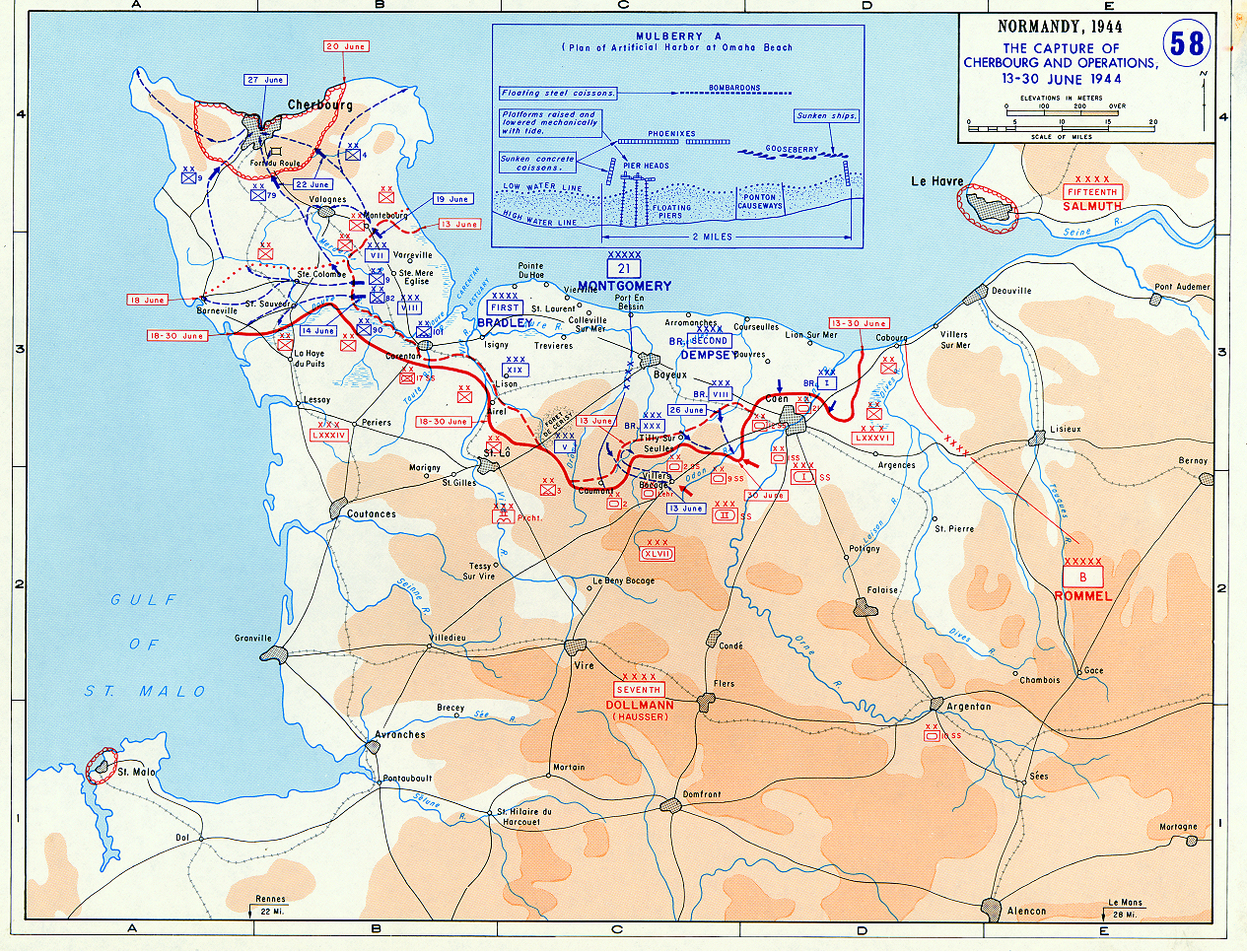
ノルマンディー上陸作戦（1944年6月13日 - 6月30日）

1944年1月21日、オコーナーは第8軍団司令官となった。この軍団は、近衛機甲師団や第11機甲師団、第15（スコットランド）歩兵師団に加え、第6近衛戦車旅団や第8王立砲兵軍集団、第2王室騎兵連隊の一部から成り立っていた。
6月11日、オコーナーと第8軍団の主要部隊はノルマンディーのカーン周辺地域に到着した。ここで後に激戦を繰り広げることとなる。オコーナーに与えられた最初の任務（第43（ウェセックス）歩兵師団も指揮下）はエプソム作戦の準備段階だった。第3カナダ歩兵師団が築いた橋頭保から包囲突破し、オドン川とオルヌ川を渡河してブレトヴィル＝シュル＝レーズ北東の高地を確保し、南部からカーンの分断を図った。包囲突破と渡河は速やかに達成された。オコーナーの部隊指揮官と友人であるモントゴメリーは、この成功を祝福した。しかしカーンを分断するのは難しく、第8軍団はオルヌ川まで押し戻された。オコーナーは第43（ウェセックス）歩兵師団とともに木星作戦の最中、橋頭保を再建しようとしたがほぼ成功せず終わっている。戦術的目標は達成されなかったが、カーンにドイツの予備装甲部隊を引き付けたことで戦略上の利益を得ることが出来たため、モントゴメリーは作戦自体に満足していた。
予備部隊が引き上げた後である7月12日、第8軍団はグッドウッド作戦に向けて動き出した。軍団からは歩兵師団が外れたが、代わりに第7機甲師団が加わっている。グッドウッド作戦は7月18日に、第9航空軍による大規模空襲から発動された。7月20日には右翼軍がブラスとユベール＝フォリを、左翼軍がフォントネ＝シュル＝オルヌを、中央軍がブルゲビュをそれぞれ占領した。しかし、地上軍は雨により足止めを食らい、戦場は泥沼と化した。主要な目標地点は未だ占領できず、とりわけブルゲビュが包囲突破の鍵となった。
軍団は戦闘前の状態へ立て直され、さらに第3歩兵師団を抱えた状態でカーン南西部へ移動し、ブルーコート作戦に加わった。第15（スコットランド）師団はヴィールの西部などを攻撃し、アメリカ陸軍のコブラ作戦を支援した。急速な進軍のため最初の2日間は激しい戦闘を引き起こし、双方に大きな損害を出している。
フランスからドイツ軍を追放する準備が連合国内で整ったが、オコーナーは第8軍団がその作戦には参加しないことを知った。第8軍団は予備役に回され、その輸送部隊は第30軍団と第12軍団の供給に用いられることとなった。彼の指揮は、近衛機甲師団と第11機甲師団が第30軍団に、第15（スコットランド）師団が第12軍団へ移管されたことで縮小された。予備役にいる間、オコーナーはモントゴメリーやホバートなどと積極的に連絡を取り合い、装甲車の改良から戦闘ストレス反応まで様々な問題の提言を行っている。彼の提言はいくつか採用され、戦車での突破が困難な垣根のためにラムと呼ばれる部品を取り付けることなどに活かされた。

### マーケット・ガーデン作戦、インドへの異動から終戦

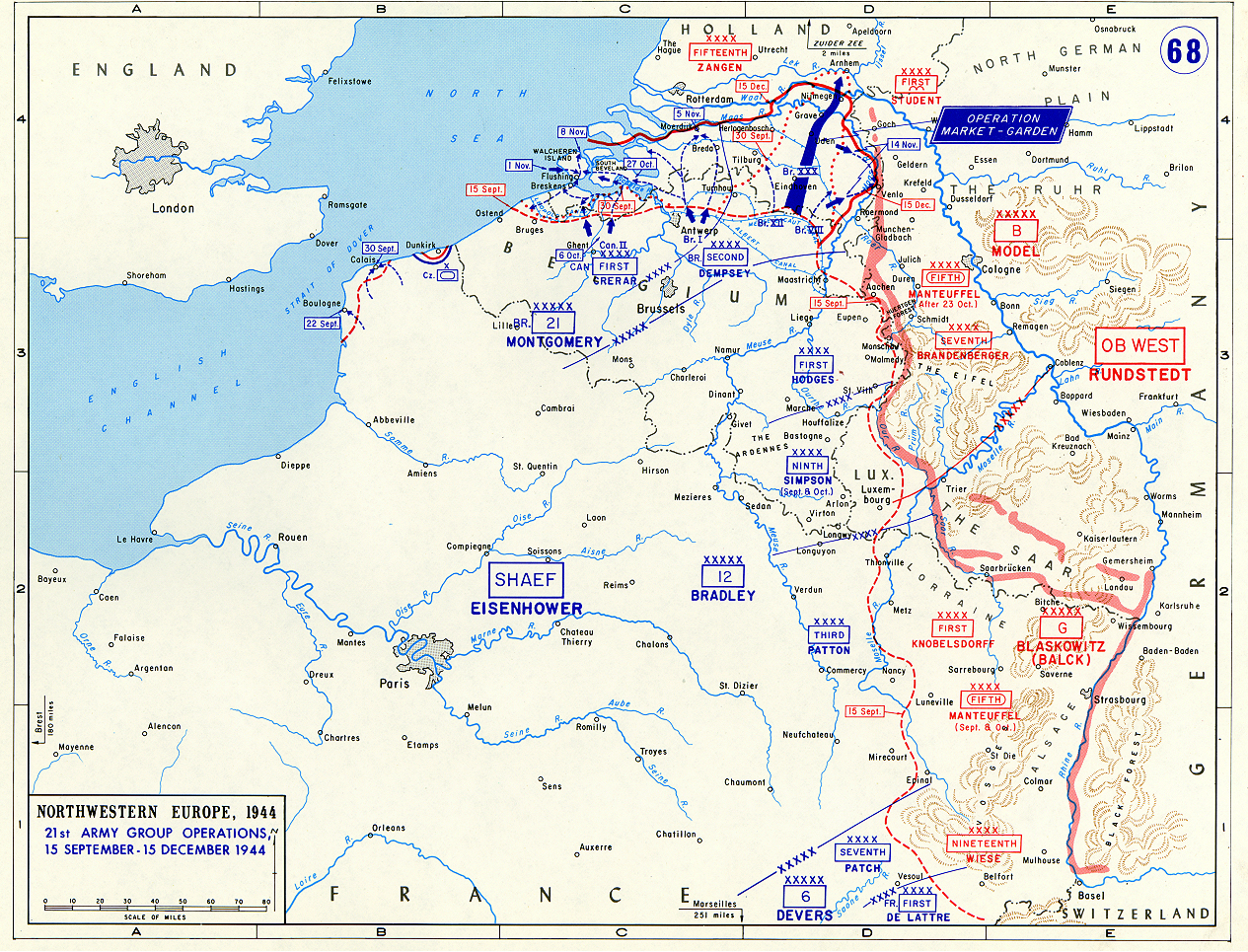
マーケット・ガーデン作戦

新たにオコーナーには、オランダのライン川を渡河して橋頭保を築くモントゴメリーのマーケット・ガーデン作戦に呼応し、ブライアン・ホロックス中将率いる第30軍団の支援に当たる任務が課せられた。第8軍団は9月末までにヴェールトに入り、10月12日から始まるフェンラユ及びフェンロー進出を目指すエイントリー作戦の準備に当たった。
しかし、11月27日には現在の第8軍団司令官職から異動となり、モズレー・メイン中将からインド・東部駐留軍司令部司令官を引き継ぐよう命じられた。彼は第8軍団司令官として成功したと、元第49（ウェスト・ライディング）歩兵師団司令官であり、キャンバリー参謀大学でオコーナーの生徒だったエヴリン・バーカー少将は述べている。これは彼の軍歴における一種の区切りとなったが、新たに第14軍の通信を制御する重要職となった。
オコーナーは1945年4月に大将へ昇進。10月には北西軍司令官となった（11月に北部駐留軍司令部へ改称）。1946年から1947年にかけて、彼は陸軍副総監、次いでジョージ6世の国王付副官を歴任した。彼の副総監としての在任は短命に終わっている。極東駐留軍の解散を巡る意見の相違から、オコーナーが1947年9月に副総監職の辞表を提出したためである。モントゴメリーはこれに関して、彼は「仕事に向いていない」という理由で辞職ではなく解雇されたと主張した。その後、オコーナーはバス勲章ナイト・グランド・クロスに列せられている。

## 退役
オコーナーは1948年に58歳で退役した。しかし彼は軍との関係を維持し続け、他の責任を負っていた。1948年から1959年までスコットランドの陸軍幼年部隊司令官を務め、1951年から1954年までキャメロニアン・スコットランド・ライフル連隊の大佐であった。1955年から1964年までロス・アンド・クロマーティの統監に就任し、1964年にはスコットランド国教会全国集会国王代理の職に就いていた。
オコーナーの最初の妻は1959年に亡くなっている。1963年にドロシー・ラッセルと再婚。1971年7月、彼はシッスル勲章ナイトに列せられた。イギリスが製作したテレビ番組シリーズ「ザ・ワールド・アット・ウォー」の第8話では、北アフリカでの作戦展開についてインタビューを受けている。1981年6月17日、ロンドンで死去。彼の92歳の誕生日の2ヶ月前だった。

## 叙勲
|  | シッスル勲章ナイト章 – 1971年4月26日 |
|  | バス勲章ナイト・グランド・クロス章 – 1947年6月12日 (ナイト・コマンダー – 1941年3月4日：コンパニオン – 1940年7月11日)                                                                                                  |
|  | 殊功勲章 – 1917年8月16日 |
|  | 殊功勲章飾板 – 1918年 |
|  | 武功十字章 – 1915年2月18日 |
|  | 1914年星章 |
|  | イギリス戦争記章 |
|  | 勝利記章 |
|  | 一般従軍記章 |
|  | 1939年-1945年星章 |
|  | アフリカ星章 |
|  | フランス及びドイツ星章 |
|  | 1939年-1945年戦争記章 |
|  | キング・ジョージ5世銀婚式記章 |
|  | キング・ジョージ6世戴冠式記章 |
|  | レジオンドヌール勲章コマンドゥール章 |
|  | 1914年-1918年従軍十字章 |
|  | 武勇勲章銀章 – 1918年 |
|  | 殊勲者公式報告書13回（1915年2月17日、1916年1月1日、1917年1月4日、1917年5月15日、1917年12月18日、1918年5月30日、1918年12月4日、1919年1月6日、1919年6月5日、1939年9月15日、1941年4月1日、1944年1月27日、1945年3月22日） |

## 昇進履歴
| 1909年9月18日:  | 少尉         |
| 1911年5月6日:   | 中尉         |
| 1915年3月11日:  | 大尉         |
| 1917年1月1日:   | 少佐（臨時） |
| 1926年12月16日: | 少佐         |
| 1926年12月17日: | 中佐（臨時） |
| 1936年1月12日:  | 中佐         |
| 1929年12月17日: | 大佐（先任） |
| 1936年4月3日:   | 大佐         |
| 1937年8月5日:   | 准将（臨時） |
| 1938年1月6日:   | 少将（先任） |
| 1938年9月29日:  | 少将         |
| 1940年11月3日:  | 中将（臨時） |
| 1944年5月18日:  | 中将         |
| 1945年4月17日:  | 大将         |